# Георги Ефремов
Георги Станойков Ефремов е български лекар, публицист, преводач и общественик.

## Биография
Роден е на 30 март 1883 г. в град Кюстендил. През 1910 г. завършва медицина в Чикаго, САЩ, след което се установява в родния си град. Работи в кюстендилската болница, като в периода 1925 – 1931 г. е управител и завеждащ хирургичното и отделение. Изявява се като публицист и автор на трудове на здравна тематика. Редактира и издава вестник „Добро здраве“ (1923 – 1944), а до края на 1949 г. – притурка към вестник „Нов Живот“. Превежда специализцирана и художествена литература от английски и руски език.
На 15 ноември 1942 г. е назначен за кмет на Кюстендил в тежки военни времена – купонна система, недостиг на храни и облекла. Старае се да стои настрана от политическите репресии през този период. В стремежа си да превърне Кюстендил в международен курорт кани 4-ма специалисти балнеолози, посещава лечебни центрове в Унгария и Словения, участва в изготвянето на перспективен план за построяването на лечебен комплекс с нови бани, физиологически институт, нови хотели и др. При встъпването си в длъжност започва да редактира в-к „Кюстендилски вести“ издание за култура, стопанско и читалищно дело на възстановеното културно-стопанско дружество „Кюстендил“.
Събира от цялата страна картини на Владимир Димитров-Майстора. На 6 август 1944 г. в кюстендилската джамия Ахмед бей джамия по инициатива на Драган Лозенски, Кирил Цонев и кмета д-р Георги Ефремов на основата на сбирка от 50 творби на Владимир Димитров – Майстора се открива музейна сбирка и художествена галерия.
Като кмет на Кюстендил, Георги Ефремов има заслуга за спасяването на българите евреи. По това време в града живеят 3000 евреи. Определената от правителството акция за депортиране на кюстендилските евреи пропада, защото датата на депортирането им била разгласена от околийския управител П.Милтенов и кмета Георги Ефремов.
Независимо от качествата му като кмет, на 9 септември 1944 г. е уволнен от новата отечественофронтовска власт. Отдава се на публицистика. След време делото му получава необходимото признание – удостоен е със званието „заслужил лекар“ през 1964 г.
Удостоен със званието „почетен гражданин на Кюстендил“ през 1997 г.